# Rodopi (perifereiakí enótita)
Denna artikel behandlar den administrativa enheten. Se även Rodopibergen.
Rodopi (grekiska: Ροδόπη) är en regiondel (perifereiakí enótita), till 2010 prefekturen Nomós Rodópis, i regionen Östra Makedonien och Thrakien i norra Grekland. Regiondelen hade år 2011 cirka 112 039 invånare och en yta på 2 543 km². Dess huvudstad är Komotini. Den är uppkallad efter Rodopibergen.

## Administrativ indelning
Regiondelen är indelad i fyra kommuner. Prefekturen var indelad i 9 kommuner och 3 samhällen.
- Dimos Arriana
- Dimos Iasmos
- Dimos Komotini
- Dimos Maroneia-Sapes